# Trofeo Miguel Muñoz

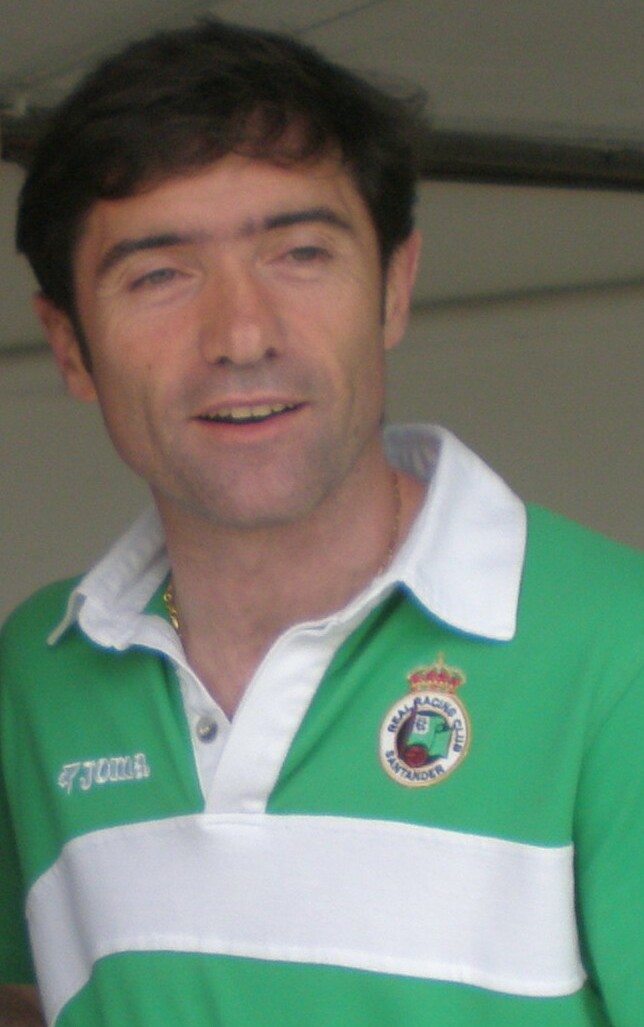
Marcelino García Toral, ganador del premio en dos ocasiones, en su primera etapa como entrenador del Racing de Santander

El Trofeo Miguel Muñoz es un premio otorgado anualmente por el diario deportivo español Marca al mejor entrenador de Primera y Segunda División de la Liga española de fútbol. El galardón se instauró en la temporada 2005/06 y debe su nombre a Miguel Muñoz, el técnico más laureado en la historia de la Primera División, con nueve títulos.
Cada jornada, los corresponsales de Marca que cubren los distintos partidos de liga otorgan una serie de puntos a los técnicos, los cuales se suman al finalizar la temporada para determinar quién se lleva el trofeo.

## Palmarés

### Primera División
| Temporada | Entrenador                 | País      | Club                       | Puntos |
| --------- | -------------------------- | --------- | -------------------------- | ------ |
| 2005/06   | Bernd Schuster             | Alemania  | Getafe C.F.                | 63     |
| 2006/07   | Marcelino García Toral (1) | España    | R. C. Recreativo de Huelva | 63     |
| 2006/07   | Juande Ramos               | España    | Sevilla F.C.               | 63     |
| 2007/08   | Manuel Pellegrini (1)      | Chile     | Villareal C. F.            | 69     |
| 2008/09   | Josep Guardiola (1)        | España    | F. C. Barcelona            | 77     |
| 2009/10   | Josep Guardiola (2)        | España    | F. C. Barcelona            | 77     |
| 2010/11   | José Mourinho (1)          | Portugal  | Real Madrid C.F.           | 72     |
| 2011/12   | José Mourinho (2)          | Portugal  | Real Madrid C.F.           | 77     |
| 2012/13   | Tito Vilanova              | España    | F. C. Barcelona            | 252    |
| 2013/14   | Diego Simeone (1)          | Argentina | Atlético de Madrid         | 269    |
| 2014/15   | Carlo Ancelotti (1)        | Italia    | Real Madrid C.F.           | 247,5  |
| 2015/16   | Diego Simeone (2)          | Argentina | Atlético de Madrid         | 243,5  |
| 2016/17   | Asier Garitano             | España    | C. D. Leganés              | 67     |
| 2016/17   | José Luis Mendilibar       | España    | S.D. Eibar                 | 67     |
| 2017/18   | Marcelino García Toral (2) | España    | Valencia C.F.              | 69     |
| 2018/19   | José Bordalás              | España    | Getafe C.F.                | 68     |
| 2019/20   | Zinedine Zidane            | Francia   | Real Madrid C.F.           | 67     |
| 2019/20   | Julen Lopetegui            | España    | Sevilla F.C.               | 67     |
| 2020/21   | Diego Pablo Simeone (3)    | Argentina | Atlético de Madrid         | 72     |
| 2021/22   | Carlo Ancelotti (2)        | Italia    | Real Madrid C.F.           | 69     |
| 2021/22   | Manuel Pellegrini (2)      | Chile     | Real Betis Balompié        | 69     |
| 2022/23   | Imanol Alguacil            | España    | Real Sociedad              | 67     |
| 2023/24   | Míchel Sánchez             | España    | Girona F. C.               | 76     |
| 2024/25   | Hansi Flick                | Alemania  | FC Barcelona               | 67     |

### Segunda División
| Temporada | Entrenador                      | País   | Club                   | Puntos |
| --------- | ------------------------------- | ------ | ---------------------- | ------ |
| 2005/06   | Unai Emery (1)                  | España | Lorca Deportiva CF     | 76     |
| 2006/07   | Unai Emery (2)                  | España | UD Almería             | 78     |
| 2007/08   | Manuel Preciado                 | España | Real Sporting de Gijón | 77     |
| 2008/09   | Marcelino García Toral          | España | Real Zaragoza          | 78     |
| 2009/10   | Luis García Plaza (1)           | España | Levante UD             | 81     |
| 2010/11   | José Ramón Sandoval             | España | Rayo Vallecano         | 85     |
| 2011/12   | Juan Antonio Anquela            | España | AD Alcorcón            | 84     |
| 2012/13   | Fran Escribá                    | España | Elche CF               | 293,5  |
| 2013/14   | Gaizka Garitano                 | España | SD Eibar               | 272    |
| 2014/15   | Abelardo Fernández              | España | Real Sporting de Gijón | 249    |
| 2015/16   | Asier Garitano                  | España | CD Leganés             | 266,5  |
| 2016/17   | López Muñiz                     | España | Levante UD             | 78     |
| 2017/18   | Joan Francesc Ferrer "Rubi" (1) | España | SD Huesca              | 76     |
| 2018/19   | Diego Martínez Penas            | España | Granada CF             | 80     |
| 2019/20   | Míchel Sánchez                  | España | SD Huesca              | 72     |
| 2020/21   | Luis García Plaza (2)           | España | RCD Mallorca           | 72     |
| 2021/22   | Joan Francesc Ferrer "Rubi" (2) | España | UD Almería             | 75     |
| 2022/23   | Rubén Albés                     | España | Albacete Balompié      | 81     |
| 2023/24   | Borja Jiménez                   | España | Club Deportivo Leganés | 77     |

### Premios por país ( Primera División).
| N.º | País      | Premios |
| --- | --------- | ------- |
| 1   | España    | 12      |
| 2   | Argentina | 3       |
| 3   | Portugal  | 2       |
| 3   | Chile     | 2       |
| 3   | Italia    | 2       |
| 4   | Alemania  | 1       |
| 4   | Francia   | 1       |

### Premios por equipo ( Primera División).
| N.º | Equipo                         | Premios |
| --- | ------------------------------ | ------- |
| 1   | Real Madrid C.F.               | 5       |
| 2   | Atlético de Madrid             | 3       |
| 2   | F. C. Barcelona                | 3       |
| 4   | Sevilla F.C.                   | 2       |
| 4   | Getafe C.F.                    | 2       |
| 6   | S.D. Eibar                     | 1       |
| 6   | Valencia C.F.                  | 1       |
| 6   | Real Club Recreativo de Huelva | 1       |
| 6   | Villareal C. F.                | 1       |
| 6   | C. D. Leganés                  | 1       |
| 6   | Real Betis Balompié            | 1       |
| 6   | Real Sociedad                  | 1       |
| 6   | Girona F. C.                   | 1       |

### Premios por comunidades autónomas (Equipos Primera División)
| N.º | Comunidad autónoma   | Premios |
| --- | -------------------- | ------- |
| 1   | Comunidad de Madrid  | 11      |
| 2   | Andalucía            | 4       |
| 2   | Cataluña             | 4       |
| 4   | Comunidad Valenciana | 2       |
| 4   | País Vasco           | 2       |